# Kudowski Potok (dopływ Ochotnicy)
Kudowski Potok – potok, dopływ rzeki Ochotnica. Jest ciekiem 4 rzędu o długości 3,5 km i średnim spadku 100 m/km. Wypływa na wysokości 922 m pod Kudowskim Wierchem na północnych stokach Pasma Lubania w Gorcach. Spływa w kierunku północnym i na osiedlu Kudowe, na wysokości około 515 m uchodzi do Ochotnicy jako jej prawy dopływ.
Zlewnia Kudowskiego Potoku obejmuje dolinę między północnymi grzbietami Kudowskiego Wierchu (1024 m) i bezimiennego wierzchołka po zachodniej stronie Lubania. Ma dwa główne dopływy: niewielki lewobrzeżny Groniowski Potok uchodzący na wysokości około 710 m i dłuższy, prawobrzeżny Rochowy Potok uchodzący na wysokości około 630 m.
Dolina Kudowskiego Potoku jest stosunkowo płytko wcięta i w większości porośnięta lasem. Zabudowane jest tylko wąskie dno dolnej części doliny (osiedle Kudowe) i prowadzi nim droga. Zlewnia w całości znajduje się w granicach wsi Ochotnica Dolna w województwie małopolskim, w powiecie nowotarskim, w gminie Ochotnica Dolna.
Wzdłuż koryta Kudowskiego Potoku z Ochotnicy Dolnej prowadzi szlak turystyczny, na głównej grani Pasma Lubania łączący się ze szlakiem czerwonym. Początkowo prowadzi on asfaltową drogą, potem ścieżką.

## Szlaki turystyczne
Ochotnica Dolna (Kudowe) – dolina Kudowskiego Potoku – Morgi – Jaworzyny Ochotnickie – Lubań. Czas przejścia: 2.40 h, ↓ 1. 35 h